# Aron Bruisten
Aron Gerardus Fransiscus Bruisten (Ewijk, 6 oktober 1989) is een Nederlands acteur, zanger, componist en schrijver.
In 2013 behaalde Bruisten zijn Bachelor of Music aan het Conservatorium Haarlem. Van 2014 tot 2020 speelde Bruisten de rol van Meneer Kaasgaaf, de onhandige pretparkdirecteur van Julianatoren. Ook speelde hij deze rol in de televisieserie Jul & Julia. Van 2014 tot 2017 was hij uitvoerend producent bij Van Hoorne Theaterproducties. Vanaf 2018 speelde Bruisten in The Lion King in het Circustheater.
In 2022 werd Aron Bruisten als tekstschrijver en muzikale supervisor toegevoegd aan het creatieve team van Musicals Gone Mad, de musicalparodie die na 5 jaar een doorstart maakte in het DeLaMar West in Amsterdam.